# Frédéric Gros
Frédéric Gros (Francia, 1965) es profesor de Filosofía en la Universidad París-XII y de Pensamiento político en el Instituto de Estudios Políticos (Sciences-Po) de París. Fue el editor de las últimas lecciones de Foucault en el Collège de France. Ha trabajado ampliamente la historia de la psiquiatría (Création et folie, PUF, 1998), la filosofía de la pena (Et ce sera justice, Odile Jacob, 2001), el pensamiento occidental sobre la guerra (États de violence. Essai sur la fin de la guerre, Gallimard, 2006) y la historia de la noción de seguridad (Le principe sécurité, Gallimard, 2012). 

## Obras en español
- Michel Foucault. Buenos Aires: Amorrortu, 2006.
- Andar. Una filosofía. Madrid: Taurus, 2014.[1]
- Desobedecer. Madrid: Taurus, 2018.